# 23617 Duna
A 23617 Duna (ideiglenes jelöléssel 1996 HM13) a Naprendszer kisbolygóövében található aszteroida. Eric Walter Elst fedezte fel 1996. április 17-én.